# 台東火力發電廠
台東火力發電廠為一座位於臺灣臺東縣臺東市的小型火力發電廠，目前該發電廠已停機並拆除，原址現為台灣電力公司台東區營業處的總部。

## 沿革

### 日治時期
台東火力發電廠最初成立於日治時期，由台東電燈株式會社在1928年10月興建，當時發電廠內的發電機組裝置容量為50KW。1920年8月，台東電燈株式會社併入到台灣合同電器株式會社中，台東發電所繼續發電。1926年，位於太巴六九部落的太巴六九發電所正式完工，與台東發電所一同負責臺東地區的供電業務。
1932年，台東發電所進行發電機組擴充，增設一部裝置容量110KW的發電機組，總裝置容量來到160KW。1936年6月，台東發電所再次進行發電機組擴充，增設一部裝置容量60KW的發電機組，總裝置容量擴充至220KW。1940年6月，東部電氣株式會社成立並將台灣合同電器株式會社台東區域收購，台東發電所經營權也再次易主。
1943年連接臺灣東部與西部電力供應的東西線輸電線路工程開工，同年5月，東台灣電力興業收購東部電氣株式會社，而成東台灣電力株式會社，台東發電所的經營權第三度易主。

### 戰後時期

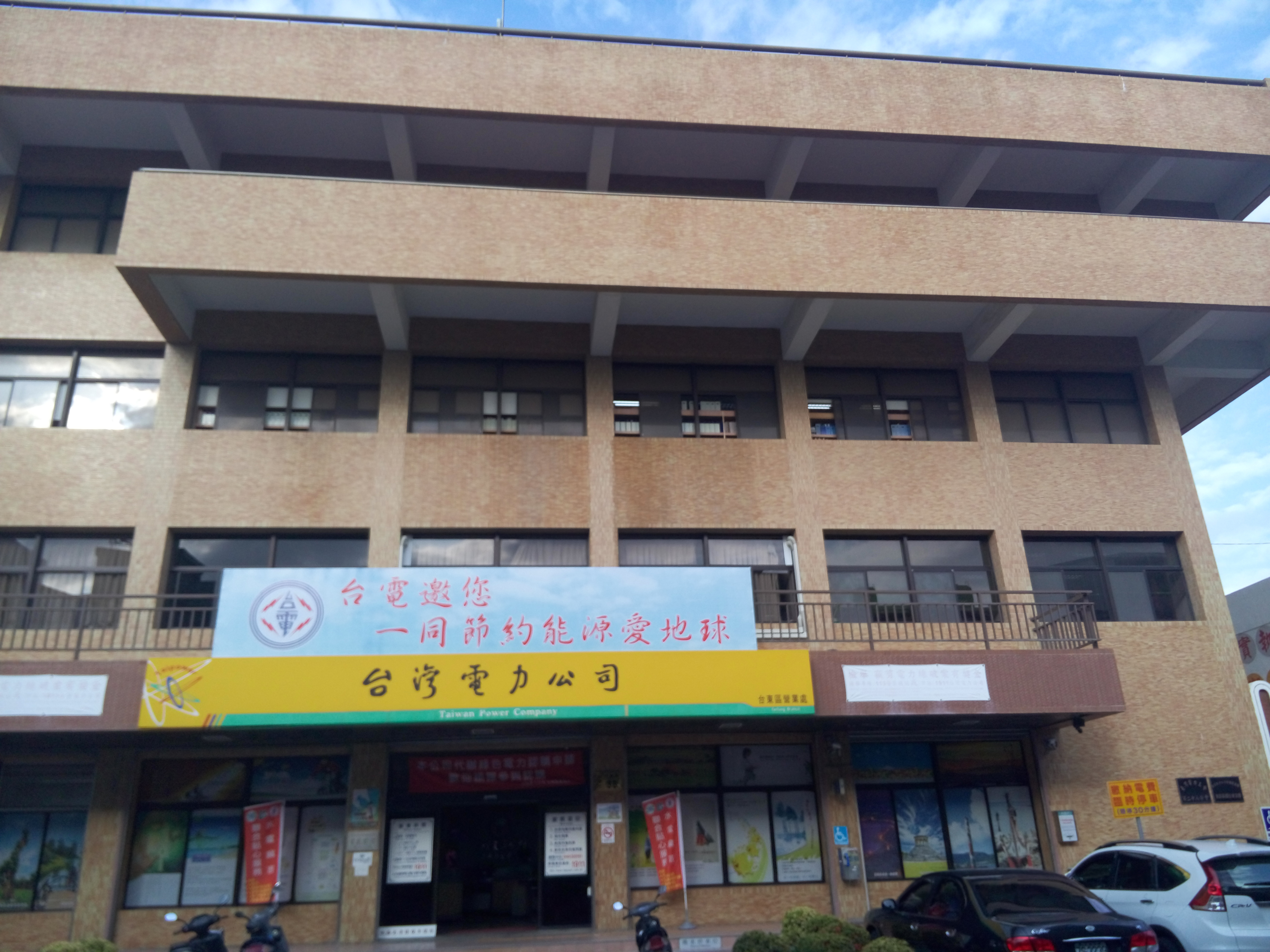
台灣電力公司台東區營業處辦公廳，該處的前身便是台東火力發電廠

二戰結束後，臺灣由國民政府接收，當時政府成立臺灣電力監理委員會進行臺灣各地在日治時期所遺留之發電設備的修復與接收作業。後再成立台灣電力公司進行臺灣地區的發電與供變電業務。台東發電所由台灣電力公司接收後改名「台東火力發電廠」。然而，因戰後初期物資缺乏，導致發電廠缺乏重油，在1946年10月時停止發電。當時廠內共裝設一部裝置容量124KW的柴油原動機與一部裝置容量75KW的發動機。發電機組則是發電量137KVA的三相交流式60週波發電機一部與發電量75KVA的發電機一部。
1947年，台東火力發電廠進行發電機組的大規模擴充，將舊發電機組汰除，並陸續增設四部發電機組，讓總裝置容量來到2,520KW。
1960年，台灣電力公司總管理處有鑑於臺灣東部地區的供電業務日益擴充，為因應業務發展需求開始著手興建花東輸電線路的計畫，並於1962年間完成臺灣東西部兩區域的輸電線路架設，也使得原本單獨發電系統的臺東地區併入到台灣電力公司整體的電力系統中供電。台東火力發電廠也在完成供電線路後結束商轉發電，發電廠拆除後，原址也改為台灣電力公司台東區營業處的處本部至今。

## 設備

### 發電機組

#### 日治時期
| 名稱  | 發電機組類型 | 機組數量 | 發電燃料 | 裝置容量（kW） | 興建年代   | 狀態   |
| ----- | ------------ | -------- | -------- | -------------- | ---------- | ------ |
| 1號機 | 柴油發電機   | 1        | 柴油     | 50KW           | 1928年10月 | 已拆除 |
| 2號機 | 柴油發電機   | 1        | 柴油     | 110KW          | 1932年     | 已拆除 |
| 3號機 | 柴油發電機   | 1        | 柴油     | 60KW           | 1936年6月  | 已拆除 |

#### 戰後時期
| 名稱  | 原動機                          | 發電機                   | 機組數量 | 發電燃料 | 裝置容量（kW） | 興建年代  | 狀態   |
| ----- | ------------------------------- | ------------------------ | -------- | -------- | -------------- | --------- | ------ |
| 1號機 | 德国曼海姆能源公司製875HP原動機 | Conz公司製柴油發電機     | 1        | 柴油     | 500KW          | 1947年    | 已拆除 |
| 2號機 | 德国曼海姆能源公司製875HP原動機 | Conz公司製柴油發電機     | 1        | 柴油     | 500KW          | 1958年6月 | 已拆除 |
| 3號機 | 德国曼海姆能源公司製800HP原動機 | 德国AEG公司製柴油發電機  | 1        | 柴油     | 520KW          |           | 已拆除 |
| 4號機 | 德国MAN公司製1,600HP原動機      | 德国西門子公司柴油發電機 | 1        | 柴油     | 1,000KW        |           | 已拆除 |

## 資料來源
1. 1 2 3 4 5  林炳炎. . 臺北市: 自刊. 1997年. ISBN 957-97197-7-2.
2. ↑  . 北投埔林炳炎. 2015-08-23  [2016-03-27]. （原始内容存档于2021-07-23） （中文（臺灣））.
3. 1 2 3 4 5 6  . 台灣電力公司 台東營業區.   [2016-03-27]. （原始内容存档于2015-02-06） （中文（臺灣））.
4. 1 2  . 臺灣省五十一年來統計提要.   [2016-03-27]. （原始内容存档于2017-04-01） （中文（臺灣））.
5. 1 2  . 臺灣省五十一年來統計提要.   [2016-03-27]. （原始内容存档于2017-04-01） （中文（臺灣））.
6. 1 2 3 4 5 6 7 8  . 臺北市: 台灣電力公司. 1959年: 146.
7. 1 2  陳燕霖. . 文化部 臺灣故事導. 2014-09-11  [2016-03-27]. （原始内容存档于2021-07-23） （中文（臺灣））.
8. ↑  徐谷. . 臺北市: 中興工程研究發展基金會. 2005年. ISBN 9868123402.